# Eva Estrada-Kalaw
Evangelina Reynada Estrada-Kalaw, detta Eva, (Concepcion, 16 giugno 1920 – Manila, 25 maggio 2017), è stata un'attivista, politica e insegnante filippina.
Fu membro del Senato delle Filippine dal 1965 sino al 1972, anno in cui il Presidente Ferdinand Marcos dichiarò la legge marziale per fronteggiare la ribellione comunista. Nel 1971 rimase ferita nel controverso attentato di Plaza Miranda, evento attribuito al Partito Comunista del ribelle Jose Maria Sison. Durante gli anni settanta e ottanta, forte della sua grande amicizia con il socialista Ninoy Aquino, si contraddistinse come nota figura dell'opposizione assieme ad altri esponenti del Partito Liberale.
Candidatasi senza successo a vicepresidente nelle elezioni del 1986 e del 1992, si ritirò successivamente a vita privata.

## Biografia
Evangelina Estrada nacque a Murcia (oggi nota come Concepcion), nella provincia di Tarlac, il 16 giugno 1920 da Salvador Estrada e Demetria Reynada.
Terminò i propri studi presso l'Università delle Filippine nel 1940. Successivamente occupa alcune cattedre in istituti come la Far Eastern University, il National Teacher’s College ed il Centro Escolar College.